# Aerm Ariaentje
Aerm Ariaentje, ook wel Adriana genoemd, (ca. 1516 – Zutphen, 12 augustus 1624), was een zeer oud geworden vrouw. 
Hoe oud zij precies geworden is, is niet bekend. De meest betrouwbare bron lijkt die van de Zutphense predikant Willem Baudartius (1598–1640) te zijn. Vanwege zijn verwondering over haar leeftijd zou hij op haar grafsteen uit laten houwen de tekst: Virgo Adriana jacet tumulo tumulata sub isto/ centenos septemque annos quae vixit, et ultra. Vertaling: “Onder dezen steen begraven ligt een maagd van honderd jaar/ en daartoe nog zeven jaren, g’looft die vrij, want het is waar”.
Over Ariaentje is verder weinig bekend. Zij was arm (aerm), maar kwam ook niets te kort. Mogelijk verbleef zij haar hele leven als “kostkoper” in een proveniershuis of armenhuis. Haar nalatenschap bestond uit een schuld van vier stuivers. Waarschijnlijk verschuldigd kostgeld aan de instelling.
Ariaentje bleef haar hele leven ongehuwd.